# NGC 7238
NGC 7238 est une entrée du New General Catalogue qui concerne un corps céleste perdu ou inexistant dans la constellation de Pégase. Cet objet a été enregistré par l'astronome américain Lewis Swift le 1er septembre 1886.